# Lampona torbay
Lampona torbay is een spinnensoort uit de familie Lamponidae. De soort komt voor in West-Australië.